# ストーリー311
『ストーリー311』（ストーリーさんいちいち、英: Stories from 311）は、日本の漫画制作企画、およびこの企画のもとに制作された漫画。2011年（平成23年）3月11日に発生した東日本大震災後の東北地方復興支援のため、漫画家のひうらさとるが発起人となり、ひうらに賛同した漫画家たち有志により開始された。
震災翌年である2012年（平成24年）3月から翌2013年（平成25年）1月にかけて、この企画のもとに制作された漫画の連載が、講談社のウェブコミック配信サイト「デジキス」上で、オムニバス形式で開始された。2013年3月に単行本『ストーリー311 漫画で描き残す東日本大震災』として発行され、翌2014年（平成26年）に書き下ろしによる単行本第2弾『ストーリー311 あれから3年 漫画で描き残す東日本大震災』、同2014年に小説化作品『あの日起きたこと 東日本大震災 ストーリー311』が発行された。印税や著作権などの利益は、東北大震災復興支援活動への寄付に用いられている。

## あらすじ

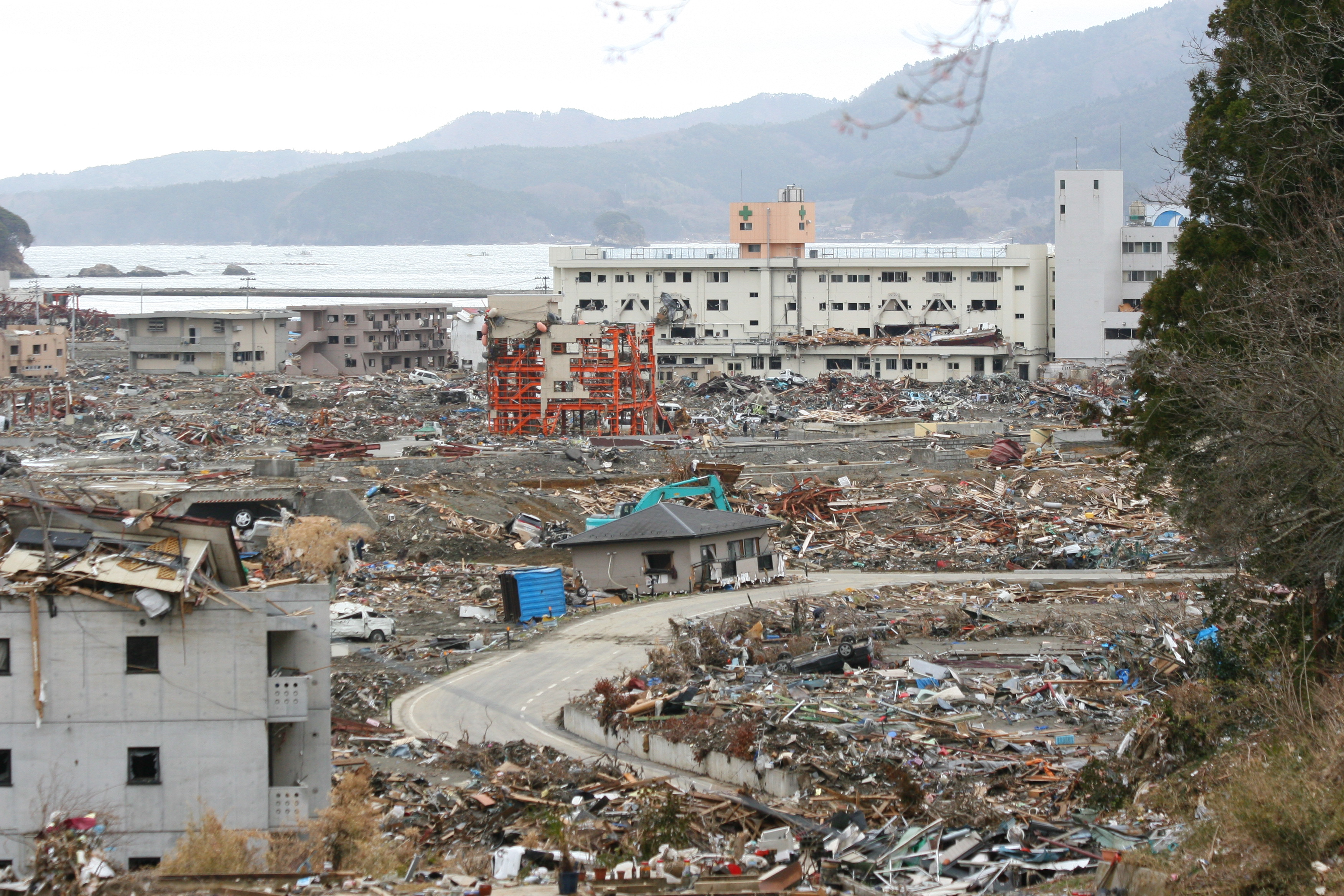
津波被害を受けた宮城県南三陸町（2011年4月20日撮影）

※ オムニバス作品であるため、例として、末次由紀による第1話のみ紹介する。
主人公の青年は、宮城県南三陸町の魚屋に勤務している。2011年3月11日午後、突然の地震が発生する。青年は被害を軽視していたものの、社長は帰宅を強く勧める。青年は津波を予想し、海へ見に行くかと考えたものの、祖父を気遣い、山側の入谷地区の自宅を目指す。津波での避難勧告が響く中、津波を軽視して避難しない友人、青年の移動を手助けしてくれる女性たちに出会う。青年は入谷に着き、祖父はすでに去年他界し、自宅にいないことに気づく。やがて南三陸は、津波に飲まれる。津波を軽視した友人が犠牲になり、青年は彼を助けられなかったことを悔いる。反面、勤務先の社長、道中の女性、亡き祖父らといった人々により、自分が生かされていることに気づく。後に青年は、南三陸のPRを仕事とし、多くの人々を地元へ招くべく、故郷である南三陸で生きてゆく。

## 作風とテーマ（第1弾）
参加者は、第1弾時点では発起人ひうら以下、上田倫子、うめ、おかざき真里、岡本慶子、さちみりほ、新條まゆ、末次由紀、ななじ眺、東村アキコ、樋口橘の、計11組である。
各漫画家たちが実際に東北地方の各被災地を取材して、被災者から体験を聞き取り、被災時の体験、被災後の生活や彼らの思いについて描いた漫画が、リレー形式で連載された。各エピソードにサブタイトルは無く、扉ページに漫画家の名前と地域名のみが記され、震災の日とそれ以降の日常が、8ページずつにまとめられている。物語は視点は各話ごとに別々であり、主人公の立ち位置もそれぞれ異なる。
画風は少女漫画家が多いことから、少女漫画ならではの、繊細な作風、描写が特徴である。
| #          | 作者         | 担当地域               | エピソード                                             |
| ---------- | ------------ | ---------------------- | ------------------------------------------------------ |
| プロローグ | ひうらさとる |                        | 地震発生から漫画制作に至るまでの経緯                   |
| 第1話      | 末次由紀     | 宮城県南三陸町         | #あらすじを参照                                        |
| 第2話      | さちみりほ   | 宮城県南三陸町         | 震災直後の避難所で過酷な生活を送る家族                 |
| 第3話      | 上田倫子     | 宮城県石巻市           | 東京の男性が親戚や離婚した妻を救いに被災地へ向かう     |
| 第4話      | ひうらさとる | 福島県                 | 福島原発事故の警戒区域で小学校の生徒たちを守る女性教員 |
| 第5話      | 東村アキコ   | 宮城県南三陸町         | 津波を逃れて散り散りになった家族が再会するまで         |
| 第6話      | 岡本慶子     | 福島県                 | 福島原発事故の警戒区域で複雑な想いを抱きつつ暮す主婦   |
| 第7話      | ななじ眺     | 福島県                 | 原発事故で県外への転校を強いられた中学生の少女の葛藤   |
| 第8話      | 樋口橘       | 宮城県南三陸町         | 妻を津波で喪い、幼い娘と共に今後の生活を模索する男性   |
| 第9話      | うめ         | 宮城県南三陸町         | 避難所の人々の厳しい食生活を支える料理人兄弟           |
| 第10話     | 新條まゆ     | 岩手県大船渡市、大槌町 | 復興作業に勤しむ元漁師たちと、彼らの抱える複雑な本心   |
| 第11話     | おかざき真里 | 岩手県陸前高田市       | 開店3か月の店を津波で失ったジャズ喫茶の店主            |
| エピローグ | ひうらさとる |                        | 漫画制作や被災地の取材の事情                           |

## 作風とテーマ（第2弾）
第2弾では、第1弾を描いたひうら、うめ、岡本、さちみ、新條、ななじに加え、新たに青木俊直、おおや和美、二ノ宮知子、葉月京、松田奈緒子が参加した。さらに特別寄稿として、本企画の賛同企業の一つであるヒューマンアカデミー・マンガカレッジ仙台校卒業生である、仙台市在住のササキミツヤによる、自身の被災体験が掲載されている。
ひうら、うめの作品は、第1弾で取り上げた東北の人物たちのその後が描かれており、新條の作品の一部でも、第1弾の人物について触れられている。おおや和美は福島県郡山市出身であり、自身の実家であるパン屋の被災体験とその後を描いている。青木俊直はゲーム開発会社勤務時の元同僚夫妻の被災体験を描いている。
| #          | 作者         | 担当地域               | エピソード                                               |
| ---------- | ------------ | ---------------------- | -------------------------------------------------------- |
| プロローグ | ひうらさとる |                        | 第1弾の反響と第2弾制作の経緯                             |
| 第1話      | さちみりほ   | 福島県富岡町           | 福島第二原子力発電所で過酷な労働を続ける作業員たち       |
| 第2話      | 岡本慶子     | 宮城県南三陸町         | 津波から生き延びた末期がん患者が、最後の命を復興に費やす |
| 第3話      | 葉月京       | 福島県、大阪府         | 福島から大阪へ避難した夫妻、被災者を取り巻く様々な事情   |
| 第4話      | ひうらさとる | 福島県                 | 第1弾の女性教員の続編、彼女に想いを寄せる男性            |
| 第5話      | 新條まゆ     | 岩手県大槌町           | 震災を機に地元のために生きる青年、第1弾の元漁師のその後  |
| 特別寄稿   | ササキミツヤ | 宮城県仙台市           | 自身の被災体験、震災により一変した生活                   |
| 第6話      | ななじ眺     | 岩手県宮古市           | かつて反抗期にいた青年が震災を機に福祉の道へ進む         |
| 第7話      | おおや和美   | 福島県郡山市           | 実家のパン屋の被災体験、震災後も福島で奮闘する家族       |
| 第8話      | 青木俊直     | 岩手県大船渡市、奥州市 | 岩手在住の夫妻が実家の奥州へ避難し、震災後に子供を出産   |
| 第9話      | うめ         | 宮城県南三陸町         | 第1弾での料理人兄弟の続編。被災地での復興、東京での開店  |
| 弾10話     | 二ノ宮知子   | 宮城県南三陸町         | 震災で仕事を失った漁師が郷里を取り戻すために奮闘         |
| 弾11話     | 松田奈緒子   | 宮城県南三陸町         | 地元の海を愛する中学生たちが、震災で荒れた海の清掃を発案 |

## 制作背景（第1弾）

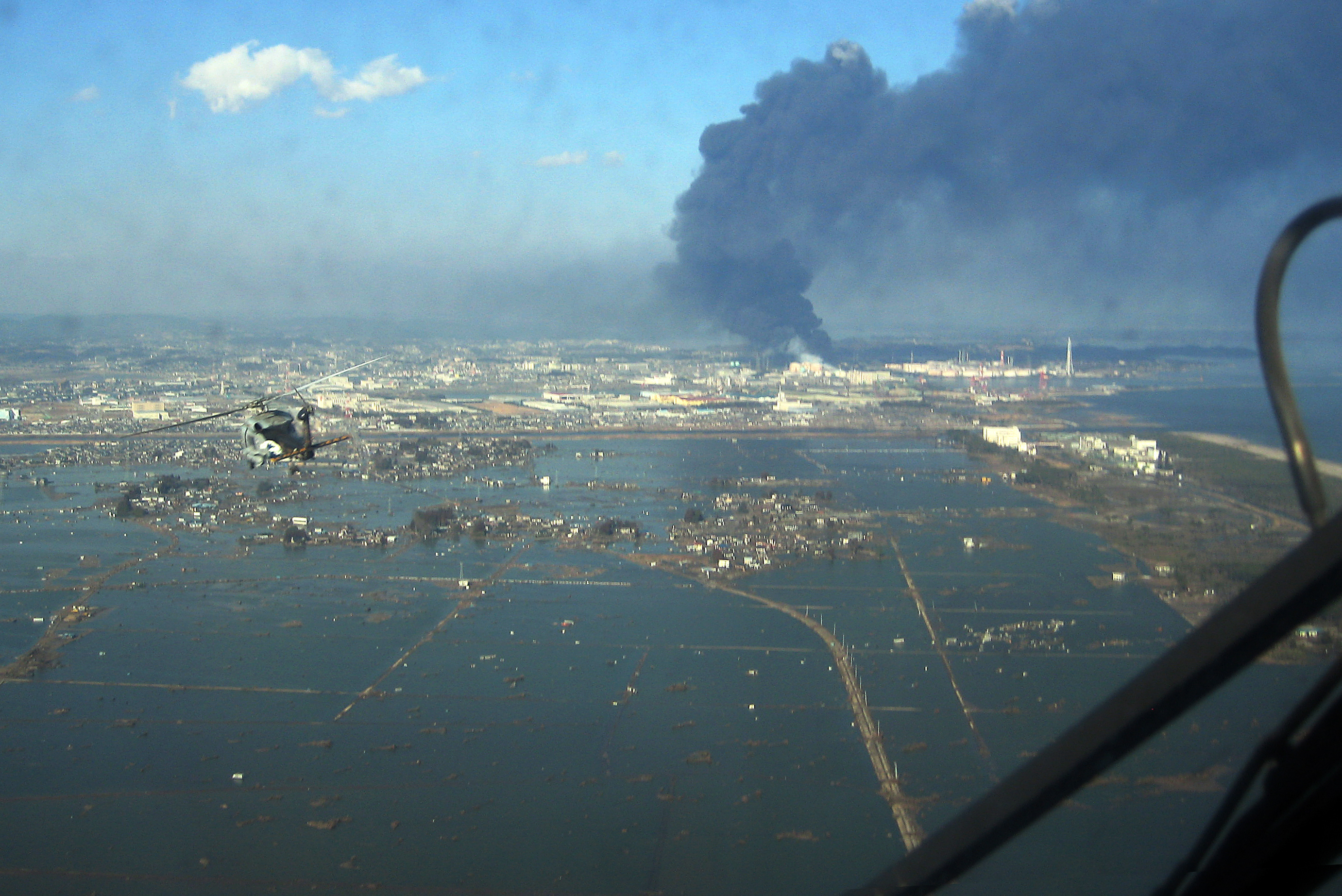
東日本大震災（2011年3月12日撮影）

ひうらさとるの友人の1人が、東日本大震災後のボランティアを行なっており、この友人がひうらに、被災体験を多くの人々に伝えるため、震災を漫画に描き残すことを提案した。ひうらが伝手を辿り、親交のある漫画家たちに声をかけたところ、ほとんどの漫画家たちがその提案に賛同したことで、企画が発足した。漫画という親しみの持てるメディアを通じて、若い世代など多くの人々に被災地の現状を伝えることを目的した、漫画家ならではの継続的な取り組みであった。
ひうらは震災直後に、別のチャリティー活動でイラストを募集した際に、イラストを見ると自分の気持ちも明るくなり、漫画に力があると感じ、金銭の寄付などではなく漫画家だからこそできることはないかと考えていたことも、制作の背景にあった。ひうらの友人が阪神・淡路大震災を経験しており、心が立ち直るまで時間がかかったことから、何とかしたいと思った当時の記憶があったことも、漫画企画の理由の一つであった。

### 取材

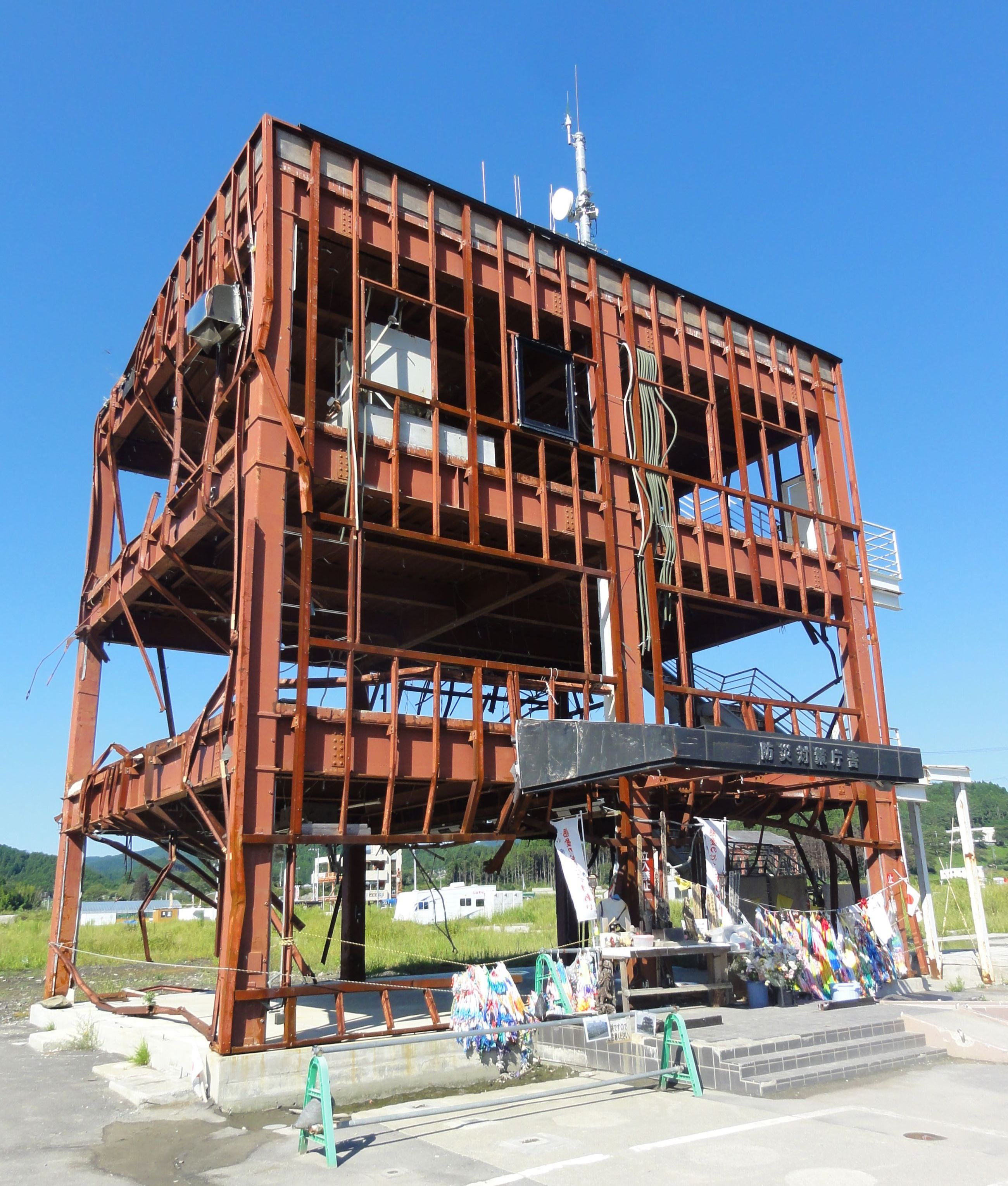
取材場所の一つ、南三陸町防災対策庁舎（2012年9月7日撮影）

制作にあたっては事前に、漫画家たちが実際に東北に赴き、津波で妻を失った男性、漁師、福島第一原子力発電所事故に苦悩する母親らといった人々に対して、取材を行なった。2012年2月には宮城県南三陸町、6月に入って福島県福島市、9月には岩手県陸前高田市や大船渡市、12月には福島で、取材が行われた。
うめが南三陸町を取材した際には、テレビ番組の取材陣がカメラを向ければ、取材相手は怖さを感じることもあるが、「漫画家なんです」と名乗ると相手の緊張感が緩むことから、漫画の敷居の低さを築き上げた先輩の漫画家たちに感謝したという。東村アキコは、南三陸町での被災者を綴った実録集『南三陸町からの手紙』を読み、津波から逃げ切った家族の話に感銘を受け、この家族へ取材を行った。
一方で現地の取材相手からは、「簡単に描こうと思わないでほしい」「“伝える”っていうのはすごく、すごく覚悟のいることなんですよ」など、厳しい意見もあった。取材を通じてこの題材を巨大な壁に感じ、「本当に私にできるだろうかと」と改めて戸惑う漫画家もいた。

### 制作上の苦難（第1弾）

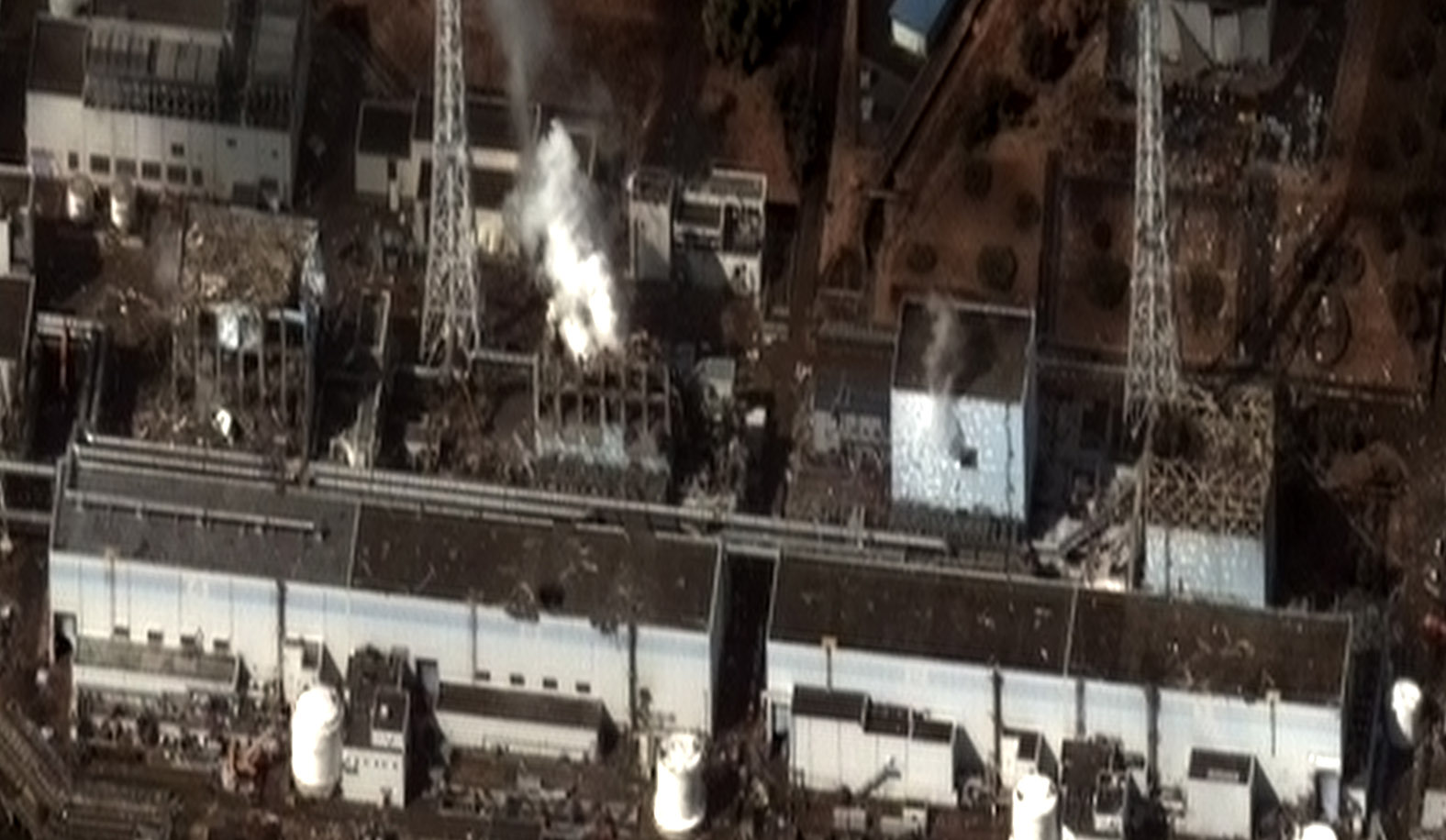
福島第一原子力発電所事故（2011年3月16日撮影）

取材を通じての事情から、多くの漫画家たちが制作にあたって苦悩し、執筆には普段の作品よりはるかに時間を要していた。
漫画は誰にでもイメージが伝わりやすい分、聞いたことを細かい部分までの絵での再現が困難な作業であることも、制作に時間を要する要因の一つであった。ひうらは、現実は漫画と違うと感じる読者もいるかもしれない、取材相手の人の顔を作品中で描くにも創作的な部分をどの程度交えるべきか迷い、普段の仕事よりも作画にずっと時間がかかったが、現地の人たちの気持ちを考え、一生懸命に見たことを伝えることを心がけた。
第4話、第6話、第7話で福島県のエピソードを担当したひうら、岡本、ななじの3人は、福島原発事故を避けて描くことはできないため、複雑な事情を抱えた土地を描くにあたって抵抗、重圧、苦悩を感じていた。
しかし現地の被災者たちから「震災で辛い体験をした直後は、話したくても話せないことがあったが、時間の経過につれ、自分自身が震災を忘れかけていることに気づいたので、漫画により自分のことを人々と共有したい」との言葉を受け、被災者たちの想いを伝えることに納得ができたという。福島と原発についても、「実態がわからないために遠巻きに見ようとする姿勢が、却って現地の住民を傷つけている要因になっている」とわかったことで、迷いは軽減された。
1話あたり8ページの短編といいう限定された範囲内で、取材内容をどれだけ詰め込むかの判断も、困難な作業であった。第10話で岩手県大船渡市と大槌町を担当した新條まゆは、ページ数の制限に加えて、取材相手が2人ということもあり、後書きで「皆は取材内容をわかりやすいストーリーにまとめているのに、私はストーリーへ消化できなかった」「レポート漫画になってしまった」と述懐した。東村も当初は予定のページ数を遥かにオーバーしており、泣く泣く半分に減らしたという。

### 連載開始・単行本発行
2012年3月11日から『デジキス』上で漫画の連載が開始され、毎月11日に漫画が無料で公開された。3月はひうら自身によるプロローグが掲載され、それ以降は各漫画家持ち回りによるオムニバス形式で連載された。
翌2013年（平成25年）1月11日に連載終了後、同2013年3月に『ストーリー311 漫画で描き残す東日本大震災』として、単行本が発行された。その後の同2013年3月には本企画を通じ、オークション落札者が末次由紀の『ちはやふる』へ希望の役柄で出演できるというチャリティーオークションが行われた。

## 制作背景（第2弾）
第1弾の単行本発行後、読者から続刊発行や企画継続を望む声が多く寄せられたこと、取材先の被災者の人々とその後も交流が続いており、「現状を伝えてほしい」といった声が寄せられたこと、第1弾で参加できなかった漫画家たちから「次回は絶対参加したい」と希望があったことなどから、単行本第2弾の制作が開始された。リレー連載であった前作とは異なり、全話が単行本のための書き下ろしである。
ひうらさとるは第2弾での現地取材で、第1弾のときよりも落ち着いた雰囲気を感じた一方で、現地の人々が震災のことが忘れられていくことを不安がっていたことから、企画継続の重要さを再認識したという。うめは第1弾の第9話執筆にあたり、実際には削らざるを得ないエピソード数多くあったため、第2弾があれば同じ人物をモデルとして続編を描きたいと思っていたという。

### クラウドファンディング
漫画家たちが実際に東北を取材するという手法上、費用の増大が問題となっており、この問題をクラウドファンディングで解決したことでも話題となった。それぞれの漫画家が、サイン色紙やSNS用のアイコンを描くなどして、総額300万円を超える資金が集められた。
うめは第1弾に続いて参加するにあたり、漫画家は締切が無いとオリジナルの作品を描くのが困難だが、クラウドファウンディングを通じて、支援してくれた人々に制作を約束し、執筆を宣言することで締切を作ることができたと語っている。

### 制作上の苦難（第2弾）
通常の漫画よりも制作に時間を要した事情も第1弾同様であり、新條まゆは、通常8ページのネームであれば半日で完成できる分量であるところが、本作は8ページ分のネームの仕上げに10日以上を費やしたという。

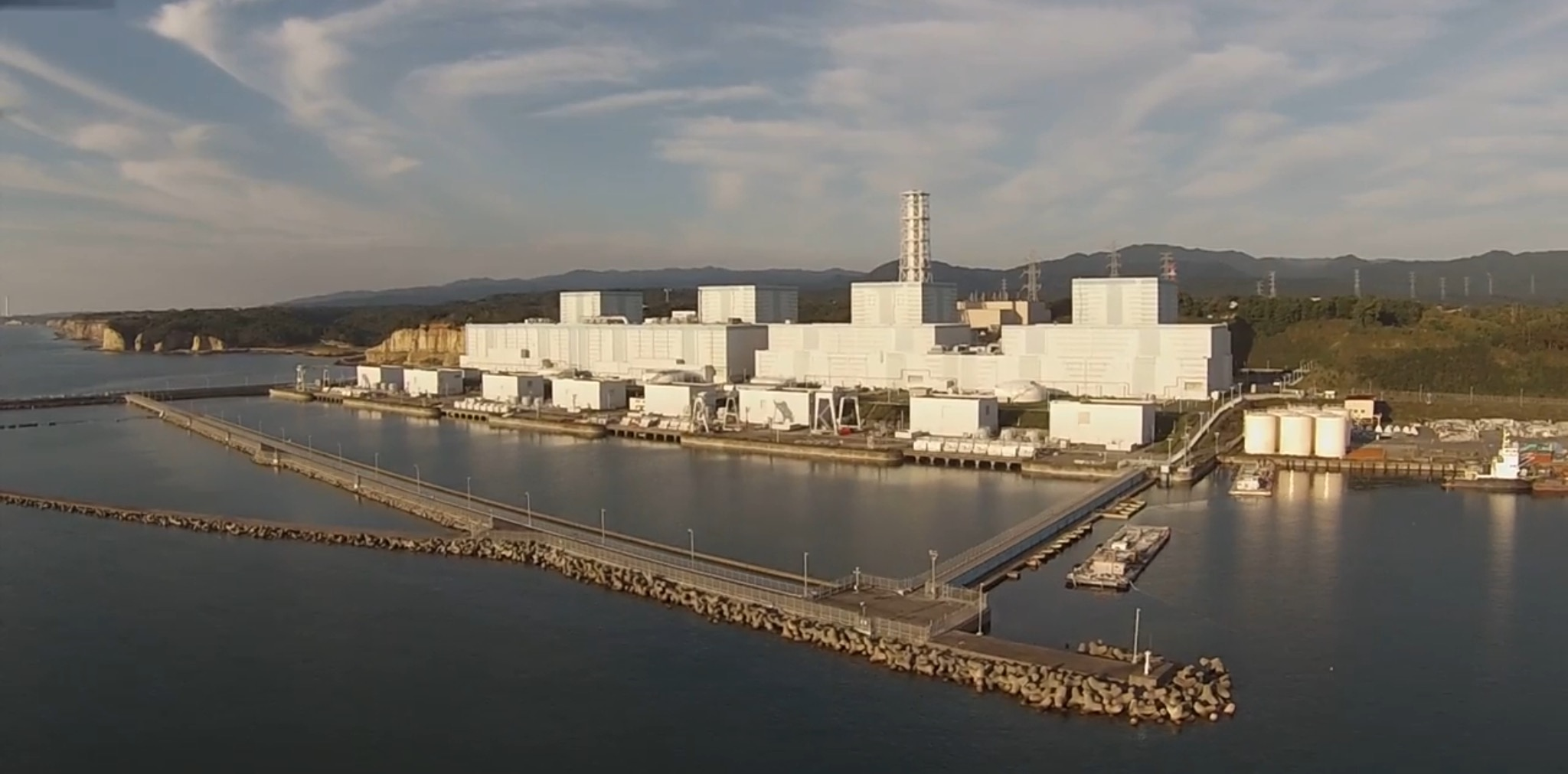
福島第二原子力発電所（2015年10月1日撮影）

さちみりほは福島原発事故を取り上げ、事故後の福島第二原子力発電所で誹謗中傷を浴びつつも懸命に働く原発の作業員の姿を描くにあたり、当初は取材相手の作業員から漫画化を反対されて、「漫画を描くあなたまで非難されるから、描かないでほしい」と何度も言われたが、熱意を込めての説得で漫画化の許可を得て、自ら放射線防護服を着てボランティアガイドたちと共に旧警戒区域を回った。実際の執筆にあたっては、東京電力から公表されている写真が資料として用いられたが、資料としては十分ではなく、また原子力発電所があまりに世間と乖離した設備であることに、非常に苦心を強いられた。こうして描き上げられた作品は、ひうらさとるが「すごいインパクト」と称え、参加した漫画家たちの総意で単行本巻頭の第1話として収録されたものの、さちみ自身は「描き切れなかったことが多すぎる」と悔い、「自費出版でも彼らを描き続けたい」と話した。
葉月京の描いた第3話では、福島県郡山市に住む若い夫妻を、葉月が自分の住む大阪へ避難させ、夫妻が自分たちの行動が正しいか葛藤するエピソードが描かれているが、その裏では葉月は、自身がかつて震災前に、佐賀県の玄海原子力発電所のプロモーションビデオ制作に携わっていたことに対して、責任を感じていたという。

## 派生作品
2014年（平成24年）、小説化作品『あの日起きたこと 東日本大震災 ストーリー311』が、KADOKAWAの児童書レーベルである角川つばさ文庫より発行された。ひうらさとる、うめ、さちみりほ、ななじ眺、樋口橘が第1弾で描いた5編をもとに、若い読者に向けて書き起こした小説作品である。一部は漫画で描かれた現地の人々の、その後の物語についても触れられている。2020年（令和2年）3月には、新型コロナウイルス感染拡大の影響によるイベント自粛要請期間の延長を受けて、KADOKAWAの児童書ポータルサイト「ヨメルバ」で、この小説の電子書籍版が同2020年4月5日まで無料公開された。
| #     | タイトル                       | 漫画での原典 |
| ----- | ------------------------------ | ------------ |
| 第1話 | いつか福島に帰る日             | 第7話        |
| 第2話 | あの日を忘れない               | 第2話        |
| 第3話 | 原発から20キロの村の子どもたち | 第4話        |
| 第4話 | ママは天使になった             | 第8話        |
| 第5話 | 俺たちは料理人だ!              | 第9話        |

2016年（平成28年）には漫画の英語翻訳版として、第1弾『Stories from The Great East Japan Earthquake Stories from 311』、第2弾『Stories from The Great East Japan Earthquake Stories from 311 3 Years Since That Day』が電子書籍で発行された。

## 社会的評価
漫画解説者である南信長は、先述のように、それぞれの漫画家が苦悩した末に描いただけに、どの作品も気持ちがこもり、短いページ数ながら読み応えがあると評価した。被災地には複雑で様々な問題があることから、復興の進む町での元漁師が、作中で話す「笑ってないと、前を向かないと。でもそれはすべて強がりなんです」などの台詞に、被災者ならではの葛藤が感じられるとの評価もあった。絵と文字の両方を備える漫画という手段により、固い論調の新聞記事や文学に比べて手に取りやすく、また現地で生活する人々の姿が鮮明に浮かび上がるとの意見もあった。複雑な題材を取り上げただけに、制作に携わった漫画化たちに対して、「迷い、悩みながらこのプロジェクトに向き合った漫画家たちの生の声が伝わる」との声もあった。

### メディアでの紹介・著名人の声
テレビ番組では、2012年7月に『NHKニュースおはよう日本』（NHK）で紹介されたことで話題となり、Yahoo!検索ランキングで前日に比べて検索数が急増したキーワードを紹介する「急上昇ワードランキング」で紹介された。他にも『news zero』（日本テレビ）、『ZIP!』 （同）、『はい!テレビ朝日です』（テレビ朝日）、『サンデースクランブル』（同）、CS放送の『TBSニュースバード』（TBS）、『ニュースの深層』（テレ朝チャンネル2）などで、この取り組みが取り上げられた。セレクトショップ・SHIPSのウェブマガジン「SHIPS MAG」では、「子どもに読ませたい絵本 」として紹介された。
大橋マキ、綾小路翔、津田大介、hitomi、西川美和、優希美青といった著名人たちからも、好意的な感想が寄せられた。

### 現地からの声・読者の声
現地からは「忘れられていないんだ」「解決していない現状を伝えてくれた」「記憶が形になって良かった」「気持ちが整理できた」「子どもにも伝わるし、近い感じがする」、読者からは「東北を訪ねたい」「私も被災地に行ってみようと思いました」「支え合いが大切ということが伝わった」などの反響が多く寄せられた。「リアルな映像を見るのはつらいけれど、漫画ならば読める」「震災の前のきれいな海を描いてくれたのがうれしい」といった反響もあった。
ひうらさとるは第1弾の第4話において、福島原発事故の警戒地域である福島在住の女性が「出産は考えていない」と語ったエピソードを描き、「私のあのときそう思っていた」「悩みぬいた結果、産んだ」などの反応が寄せられた。第2弾の第4話においてその女性が結婚・出産に至ったエピソードに対しては、読者から安堵の声が届けられた。
うめが第1弾・第2弾共にモデルとした南三陸の男性は、この漫画を「宝物です」と語った。ななじ眺は、福島から兵庫県へ避難した中学生の少女の葛藤を描いており、モデルとなったその少女は自分が漫画になったことを「すごいこと。震災の恐ろしさを伝え、原発事故を考えてもらうきっかけになればうれしい」と語った。

## 書誌情報
- 『ストーリー311 漫画で描き残す東日本大震災』講談社〈ワイドKC〉、2013年3月11日。ISBN 978-4-06-337779-8。
- 『ストーリー311 あれから3年 漫画で描き残す東日本大震災』KADOKAWA〈カドカワCエース〉、2014年3月11日。ISBN 978-4-04-121044-4。
- 『あの日起きたこと 東日本大震災 ストーリー311』KADOKAWA〈角川つばさ文庫〉、2014年2月15日。ISBN 978-4-04-631376-8。